# ستيف باكنال
ستيف باكنال (بالإنجليزية: Steve Bucknall)‏ مواليد 17 مارس 1966 في لندن، هو لاعب كرة سلة إنجليزي سابق. لعب في دوري كرة السلة البريطاني. يبلغ طوله 1.98 متر. لعب في الولايات المتحدة مع فريق لوس أنجلوس ليكرز في الرابطة الوطنية لكرة السلة. مثّل منتخب إنجلترا لكرة السلة.

## روابط خارجية
- ستيف باكنال على موقع إن بي أي (الإنجليزية)
- ستيف باكنال على موقع سبورتس رفرنس (الإنجليزية)
- ستيف باكنال على موقع كرة السلة الأوروبية.كوم (الإنجليزية)
- ستيف باكنال على موقع كلية كرة السلة في سبورتس رفرنس.كوم (الإنجليزية)
- ستيف باكنال على موقع ريلجم (الإنجليزية)
- ستيف باكنال على موقع بروبوليرز (الإنجليزية)
- ستيف باكنال على موقع سبورتس رفرنس (الإنجليزية)
- ستيف باكنال على موقع دورة ألعاب الكومنولث 2006 (مؤرشف) (الإنجليزية)